# Consolaciones de la Filosofía
Las Consolaciones de la Filosofía es un libro de Alain de Botton de 2000 (en inglés) que pretende demostrar cómo la filosofía es una inagotable fuente de consuelo, capaz de motivarnos a diario.
Basado en la filosofía occidental, el autor recurre a la vida y obra de seis filósofos fundamentales para examinar problemas comunes. 
- Sócrates ilustra la impopularidad y
- Epicuro la falta de dinero.
- Séneca es un ejemplo ante la frustración.
- Montaigne se enfrenta a la ineptitud y
- Schopenhauer al corazón partido.
- Nietzsche nos enseña qué hacer ante las dificultades.

Esta obra corta es una guía práctica para resolver problemas cotidianos y tomar la vida tranquila con el uso inteligente de filosofía, e inspirado por La Consolación de la filosofía, una consolación en 5 tomos escrita por Boecio durante los últimos años de su vida (poco antes 524 d. C.).